# Previsão de doenças de plantas

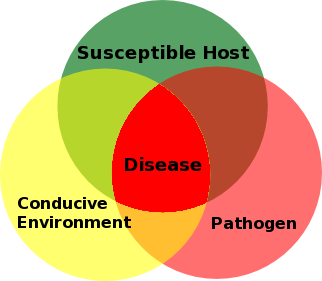
O triângulo das doenças das plantas representa os fatores necessários para que a doença ocorra: suscetibilidade do hospedeiro, ambiente condutivo e patógeno

A previsão de doenças de plantas é um sistema de gerenciamento usado para prever a ocorrência ou mudança na gravidade de doenças de plantas. No campo,  estes sistemas são utilizados pelos produtores para tomar decisões econômicas sobre tratamentos de doenças para controlo. Muitas vezes, os sistemas fazem ao agricultor uma série de perguntas sobre a susceptibilidade da cultura hospedeira e incorporam as condições meteorológicas atuais e previstas para fazer uma recomendação. Normalmente é feita uma recomendação sobre se o tratamento da doença é necessário ou não. Geralmente o tratamento é uma aplicação de pesticidas.
Os sistemas de previsão baseiam-se em suposições sobre as interações do patógeno com o hospedeiro e o ambiente, o triângulo da doença. O objetivo é prever com precisão quando os três factores – hospedeiro, ambiente e agente patogénico – interagem de tal forma que a doença pode ocorrer e causar perdas económicas.
Na maioria dos casos, o hospedeiro pode ser adequadamente definido como resistente ou suscetível, e a presença do agente patogênico pode muitas vezes ser razoavelmente determinada com base no historial de culturas anteriores ou talvez em dados de inquéritos/pesquisas. O ambiente é geralmente o fator que controla o desenvolvimento ou não da doença. As condições ambientais podem determinar a presença do agente patogénico numa determinada estação, através dos seus efeitos em processos como a hibernação. As condições ambientais também afectam a capacidade do agente patogénico para causar a doença, por exemplo, é necessária uma duração mínima de humidade foliar para que ocorra a mancha cinzenta do milho. Nestes casos, um sistema de previsão de doenças tenta definir quando é que o ambiente será propício ao desenvolvimento da doença.
Os bons sistemas de previsão de doenças devem ser fiáveis, simples, rentáveis e aplicáveis a muitas doenças. Como tal, normalmente só são concebidos para doenças que são suficientemente irregulares para justificar um sistema de previsão, em vez de doenças que ocorrem todos os anos e para as quais deve ser empregue um tratamento regular.  Os sistemas de previsão só podem ser concebidos se houver também um conhecimento dos parâmetros reais do triângulo da doença.

## Características
Os modelos podem prever a dispersão - ver Parry et al 2014 e Soubeyrand et al 2008 para estimativas especialmente bem sucedidas de padrões e velocidades de propagação; estratégia óptima por objetivo, quer a nível epidemiológico, quer a nível de impacto económico - ver Cunniffe et al 2015 para os desafios na criação destes modelos, e Papaïx et al 2014 especificamente para a implementação destes modelos em ddal; e tempo para a erradicação - ver Glasa et al 2004 para um exemplo na transmissão por afídeos do vírus da varíola das ameixas.
A qualidade do modelo se beneficia tanto das melhorias na tecnologia fornecida pela indústria informática como das melhorias nas técnicas estatísticas.

## Exemplos de sistemas de previsão de doenças
Os sistemas de previsão podem utilizar um de vários parâmetros para calcular o risco de doenças ou uma combinação de factores. Um dos primeiros sistemas de previsão concebidos foi para a murcha de Stewart e baseado no índice de temperatura do inverno, uma vez que as baixas temperaturas matariam o vetor da doença e não haveria surto. Um exemplo de sistema de previsão de múltiplas doenças/pragas é o sistema EPIdemiologia, PREdição e PREvenção (EPIPRE) desenvolvido na Holanda para trigo de inverno que se concentra em múltiplos patógenos. USPEST.org representa graficamente os riscos de várias doenças de plantas com base em previsões meteorológicas com resolução horária de umidade foliar. Os modelos de previsão são frequentemente baseados em um relacionamento como a regressão linear simples, onde o eixo x é usado para prever o eixo y. Outras relações podem ser modeladas utilizando curvas de crescimento populacional. A curva de crescimento utilizada dependerá da natureza da epidemia. As epidemias policíclicas, como a requeima da batata, são normalmente modeladas usando o modelo logístico, enquanto as epidemias monocíclicas podem ser melhor modeladas usando o modelo monomolecular. A melhor escolha de um modelo é essencial para que um sistema de previsão de doenças seja útil.
Os modelos de previsão de doenças de plantas devem ser exaustivamente testados e validados após serem criados. Ultimamente tem surgido interesse na validação de modelos através da quantificação dos custos económicos de falsos positivos e falsos negativos, onde medidas de prevenção de doenças também ser utilizadas quando desnecessárias ou não aplicadas quando necessárias, respetivamente. Os custos destes dois tipos de erros devem ser ponderados cuidadosamente antes de se decidir utilizar um sistema de previsão de doenças.

## Desenvolvimentos futuros
No futuro, os sistemas de previsão de doenças podem se tornar mais úteis à medida que aumenta o poder  e alcance de computação e se amplia a quantidade de dados disponíveis para os fitopatologistas construirem modelos. Bons sistemas de previsão também podem tornar-se cada vez mais importantes com as alterações climáticas. Será importante poder prever com precisão onde podem ocorrer surtos, uma vez que podem não ocorrer nas áreas historicamente conhecidas.